# アマソナス州 (ベネズエラ)
アマソナス州（アマソナスしゅう）はベネズエラの23の州のうちの1つである。州都はプエルト・アヤクーチョ（Puerto Ayacucho）である。1900年代初めからの州都はサンフェルナンド・デ・アタバポ（San Fernando de Atabapo）であった。アマゾン川にちなんで命名されたが、ほとんどの場所はオリノコ川の流域にある。アマソナス州の面積は、180,145km2。2019年の推定人口は19万7900人で、23州の中では最も少ない（ベネズエラ連邦保護領を除く）。

## 隣接州
- ボリバル州
- ロライマ州
- アマゾナス州
- グアイニア県
- ビチャーダ県

## 地方自治体と中心地区
1. アルト・オリノコ （ラ・エスメラルダ）
2. アタバーポ （サン・フェルナンド・デ・アタバーポ）
3. アトゥーレス （プエルト・アヤクーチョ)
4. アウターナ （イスラ・ラトン）
5. マナピアーレ （サン・フアン・デ・マナピアーレ）
6. マロア （Maroa）
7. リオネグロ （サン・カルロス・デ・リオ・ネグロ)